# 杨以希
杨以希（1921年—1980年11月14日），原名毅熙，男，江苏建湖人，中华人民共和国政治人物，曾任中共中央组织部副部长，中共成都市委第一书记，成都市人大常委会主任，第五届全国人大代表。